# Курметура (Караш-Северін)
Курметура (рум. Curmătura) — село у повіті Караш-Северін в Румунії. Входить до складу комуни Сікевіца.
Село розташоване на відстані 341 км на захід від Бухареста, 64 км на південь від Решиці, 123 км на південь від Тімішоари.

## Населення
За даними перепису населення 2002 року у селі проживали 26 осіб, усі — румуни. Усі жителі села рідною мовою назвали румунську.